# 小島太作
小島 太作（こじま たいさく、1912年1月27日 - 2002年11月4日）は、日本の外交官。位階は正三位。
初代駐フィンランド特命全権大使や、外務省研修所長、駐インド特命全権大使等を歴任した。

## 経歴・人物
神奈川県出身。1936年東京商科大学（現一橋大学）卒業、外務省入省、中華民国留学。1943年総力戦研究所入所。外務省アジア局一課長、外務省アジア局参事官等を経て、1961年駐フィンランド特命全権公使。1962年駐フィンランド特命全権大使。1964年駐エチオピア特命全権大使。1967年駐マレーシア特命全権大使。同年トゥンク・アブドゥル・ラーマンマレーシア首相との間で戦争賠償協定たる血債協定を締結。1970年外務省研修所長。1972年駐インド特命全権大使。1974年三菱地所顧問。1982年勲二等旭日重光章受章。2002年叙正三位。娘の久美子は服部金太郎孫服部靖夫セイコーエプソン名誉会長の妻。